# Howard Shu
Howard Shu (* 28. November 1990) ist ein US-amerikanischer Badmintonspieler. 

## Karriere
Howard Shu gewann bei den Junioren-Badmintonpanamerikameisterschaften von 2006 bis 2008 in den Altersklassen U12 und U19 drei Medaillen. Bei der Carebaco-Meisterschaft siegte er 2011 im Herreneinzel. 2012 qualifizierte er sich mit seiner Nationalmannschaft für die Endrunde des Thomas Cups, schied dort jedoch in der Gruppenphase aus. Bei den nationalen Titelkämpfen gewann er 2010, 2011 und 2012 jeweils Bronze.

## Referenzen
- Howard Shu beim Badminton-Weltverband

| Personendaten    | Personendaten                      |
| ---------------- | ---------------------------------- |
| NAME             | Shu, Howard                        |
| KURZBESCHREIBUNG | US-amerikanischer Badmintonspieler |
| GEBURTSDATUM     | 28. November 1990                  |